# Protonemura seticollis
Protonemura seticollis är en bäcksländeart som beskrevs av Tatemi Shimizu 1998. Protonemura seticollis ingår i släktet Protonemura och familjen kryssbäcksländor. Inga underarter finns listade i Catalogue of Life.